# Charles E. Tuttle
Charles Egbert Tuttle (Rutland; 5 de abril de 1915 - 9 de junio de 1993) fue un publicador estadounidense, internacionalmente reconocido por contribuciones por entender entre culturas ingleses y japoneses.  Su familia vivió en Rutland, Vermont y trabajó con publicar libros.  Fue a la Universidad Harvard.  Después de la Segunda Guerra Mundial, estableció una compañía de libros en Japón que se llama Tuttle Publishing.
- Datos: Q2959010